# Nowyj Szarap
Nowyj Szarap (ros. Новый Шарап) – wieś (dieriewnia) w Rosji, w obwodzie nowosybirskim, w rejonie ordyńskim. W 2010 liczyła 1384 mieszkańców.